# 性戒
性戒，佛教術語，是後世對佛教戒律的分類法之一。這些戒律是根本的道德信條和修行規範，防護持戒者不惱害他人、不障礙自身修行，在本質上就不應該違犯，並非因為佛陀釋迦牟尼規定才存在。違犯性戒的行為，稱為性罪，又稱自性罪、性重、實罪。

## 概論
在佛教的律藏注釋和論書中，將戒律中的學處歸類為性戒與遮戒，性戒是古印度時代普遍性的社會道德和沙門修行基礎，違犯性戒，稱之性罪。說一切有部以五戒中的不殺生、不偷盜、不邪婬、不妄語，十善中不兩舌、不惡口、不綺語，及別解脫戒中的不非梵行等，為性戒；在性戒之外，稱為遮戒，以五戒中的不飲酒為其首要。在說一切有部的論書中，十善業道攝於而不含攝三妙行，比如十善業道不攝身語妙行之諸遮戒，和《施設論》所說諸業。世親《俱舍論》引用了持律者对「飲酒是性罪」的一組論證。
佛教七眾中，持戒標準不同，出家眾的戒律最嚴，須守一切性戒與遮戒；關於在家優婆塞等所應受持的律儀，有說可視個人能力而受持五戒，從受持一戒直至全部受持五戒，更有加持不婬；有說必須受全部五戒，但可部份持戒；有說持戒優婆塞必須受持全部五戒。持八關齋戒者必須在一日夜時限內遵守全部八支性戒及遮戒。
龍樹《大智度論》稱，行善業道及不自放逸，不論受戒與否，皆名尸羅，尸羅可略說為八種身口律儀及淨命，不飲酒是其中身律儀；十善業道是總相戒，在身口業七善道所攝之戒外，不飲酒攝入不貪中；十善業道是持戒之根本，又稱為舊戒，佛陀出世與否都常在，而其餘律儀是佛陀出於惡世時制定的戒律，違犯十善戒，懺悔不能除去其惡報。

## 諸宗見解
天台宗智顗解讀龍樹論著而提出了性戒與客戒學說，性戒是各種佛教戒律的根本所在，性戒是尸羅亦即十善，而受得之戒如五戒、具足戒，則被稱為客戒；性戒不論受與不受，持與犯都有相應的福與罪，而客戒不受則無持與犯相應的福與罪，持性戒是尸羅波羅密的根本。